# John L. Watson
John L. Watson é um mestre internacional de xadrez norte-americano e autor de diversos obras sobre enxadrismo.

## Obra
- Play the French
- Chess Strategy in Action
- The Unconventional King's Indian
- The Gambit Guide to the Modern Benoni
- Secrets of Modern Chess Strategy: Advances since Nimvozowitch (1999)
- Chess Strategy in Action (2003)
- English 1…P-K4
- Mastering the Chess Openings (em 4 volumes)